# Pseudoscada genetyllis
Pseudoscada genetyllis is een vlinder uit de familie Nymphalidae. De wetenschappelijke naam van de soort is voor het eerst geldig gepubliceerd in 1920 door Romualdo Ferreira D'Almeida.